# Blaž Arnič
Blaž Arnič (né le 31 janvier 1901 à Luče, Duché de Styrie – mort le 1er février 1970 à Ljubljana) est un compositeur slovène.

## Biographie
Né en Luče, en Basse-Styrie, alors en Autriche-Hongrie, Arnič a grandi dans une ferme isolée près du mont Raduha dans les Alpes kamniques. Il a appris seul à jouer de l'accordéon et, à l'âge de 19 ans, est allé à Ljubljana pour étudier la musique .
Arnič a étudié la composition au Conservatoire de Ljubljana (en), et plus tard (1930-1932) au Nouveau conservatoire de Vienne (de), sous la tutelle du professeur Rudolf Nilius, puis s'est perfectionné pour la composition à Varsovie, Cracovie  et Paris (1938-1939). Il a enseigné la musique à Bol, sur l'île de Brač, en Croatie (1934-1935), et à Ljubljana, en Yougoslavie (1940-1943).

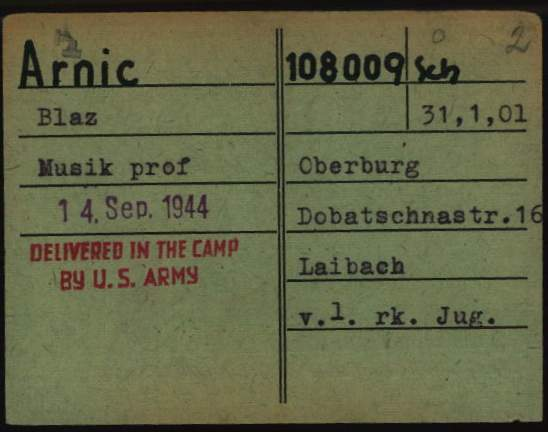
Carte d'enregistrement de Blaž Arnič en tant que prisonnier dans le camp de concentration nazi de Dachau

En 1943, Arnič a été arrêté pour ses opinions politiques et a été déporté en 1944 au camp de concentration de Dachau. Après la Seconde Guerre mondiale, il a été nommé professeur titulaire de composition à l'Académie de musique de Ljubljana où il a enseigné jusqu'à sa mort survenue dans un accident de voiture.
Arnič a écrit des pièces chorales, des lieder, des pièces de piano et de musique de chambre et même de la musique de film, mais il est surtout connu pour ses neuf symphonies. La Société canadienne des auteurs slovènes le considère comme l'un des grands maîtres slovènes symphoniques du XXe siècle, « dont le langage musical est profondément liée à l'esprit de la terre natale » . Sa musique a été comparée à celle de Bruckner et décrite comme « néo-romantique réaliste ». Arnič a développé un langage à partir d'une base néo-romantique, mais en évitant les dissonances des expressionnistes.
Le premier film dont Arnič a écrit la musique était Partizanske bolnice v Sloveniji en 1948, un documentaire sur une infirmerie de partisans. En 1955, Milan Kumar de Triglav Film a réalisé un film intitulé Ples čarovnic , mettant en scène la ballerine Stanislava Brezovar qui dansait sur le poème symphonique d'Arnič du même nom.
En 2001, la Slovénie a publié un timbre-poste en son honneur .

## Œuvres principales
- Piano Trio (1929)
- Overture to a Comic Opera pour orchestre symphonique (1932)
- Symphonie no 3 – Duma pour orchestre, basse et chœur mixte (1933)
- Symphonie no 6 – Samorastnik pour orchestre (1950)
- Ples čarovnic (The Dance of the Witches), poème symphonique (1936)
- Pesem planin (Song of the Highlands), poème symphonique (1940)
- Gozdovi pojejo (The Forests Sing), poème symphonique (1945)
- Divja jaga (Wild Chase), poème symphonique (1958–1965)
- Poème symphonique pastoral, pour violoncelle et orchestre (1960)
- Concerto pour alto et orchestre, op. 75 (1967)
- Concerto pour violon et orchestre no 3 (1969)